# Stauroteuthis
Stauroteuthis е род дълбоководни октоподи единствен в монотипно семейство Stauroteuthidae представен с два вида. Обитават дълбочина от 700 до 4000 m. Не притежават радула. Някои от мускулните клетки притежават фотофори, които биолуминесцират и с това привличат потенциална плячка.